# Mesembrinibis cayennensis
L'ibis verde (Mesembrinibis cayennensis (Gmelin, 1789)) è un uccello della famiglia dei Treschiornitidi, unica specie  del genere monotipico Mesembrinibis.